# Laguna Balonas
A  Laguna Balonas é um lago localizado na Guatemala. Localiza-se no departamento de Retalhuleu, Município de Champerico.